# Vallromanes
Vallromanes és un municipi de la comarca del Vallès Oriental al límit amb el Maresme, situat a 25 km del centre de Barcelona, a Catalunya. Forma part de la Regió metropolitana de Barcelona i s'estén als vessants nord-occidentals de la serra de Sant Mateu (puig de Lledó, 493 m alt) a la Serralada Litoral; el terme comprèn la capçalera de la riera de Vallromanes (que aflueix a la riera de Mogent per l'esquerra dins el de Montornès), i és drenat també per la riera d'Ardenya (límit nord-oriental), afluent de la primera. El territori és muntanyós, ocupat en una bona part per matollar i boscs de pins i alzines (562 ha).

## Geografia
- Llista de topònims de Vallromanes (Orografia: muntanyes, serres, collades, indrets..; hidrografia: rius, fonts...; edificis: cases, masies, esglésies, etc).

Límits del terme municipal:
| Montornès del Vallès       | Vilanova del Vallès |                  |
| Santa Maria de Martorelles |                     | Vilassar de Dalt |
|                            | Alella Teià         | Premià de Dalt   |

El municipi es troba a 153 m. d'altitud sobre el mar i té una superfície de 10,7 km². Segons l'Institut d'Estadística de Catalunya, el cens de població, l'any 2012, és de 2.480 habitants, amb una densitat de població de 232,9 hab/km².
Quant al gentilici dels habitants poden utilitzar-se indistintament les següents denominacions: Vallromanès/esa, Vallromaní/ina i Vallromanenc/a

### Clima
La localització al vessant septentrional de la Serralada Litoral condiciona el clima. L'efecte tèrmic de la proximitat del mar queda sensiblement reduït a causa de la interposició de la serralada. Els vents convectius (les marinades), particularment a l'estiu, difícilment arriben a l'altra banda de la serralada, de manera que no hi ha l'efecte assecador i alhora refrescant. Cal pensar que a l'altra banda, a Alella, aquests vents poden arribar als 40 km/h. La menor exposició a la radiació solar a causa de l'orientació del relleu i l'exposició als vents freds del nord fa que les temperatures hivernals siguin menors. Així doncs, les temperatures al mes de gener són pràcticament dos graus més baixes que al vessant litoral i la precipitació és lleugerament superior, segons dades de l'Atles climàtic de Catalunya.
Un altre fet remarcable és el risc de precipitacions intenses: amb intensitats superiors als 100mm. en 24h. per a un període de retorn de 10 anys (segons càlcul hidrològic i determinació dels cabals d'avinguda de les Conques Internes de Catalunya, ACA 2001).

### Geologia, sòls i relleu
Tot el terme municipal està sobre la serralada litoral i no arriba a la plana del Vallès. La litologia dominant són granodiorites la intrusió de les quals va tenir lloc als episodis finals de l'orogènesi herciniana, al final del paleozoic. La meteorització dels granits dona lloc als saulons, uns materials d'elevada fertilitat.
Tot el municipi forma part de la conca hidrogràfica del Besòs. Els principals cursos fluvials del municipi de Vallromanes són: la riera de Vallromanes, d'uns 6 km. de longitud, afluent del riu Mogent; el torrent de les Fontanilles, el torrent d'Ardenya i el de l'Agutzil que aflueixen a la riera de Vallromanes i el torrent del Sot dels Verns que aflueix al torrent de Can Gurri.

### Vegetació
Per la seva ubicació geogràfica Vallromanes és de ple en la regió biogeogràfica mediterrània amb una notable riquesa d'espècies i diversitat de sistemes naturals. Els sistemes naturals dels vessants del solell són propis de zones eixutes, de creixement més lent i, en conseqüència, de menor desenvolupament durant el procés de regeneració després de pertorbacions. A les carenes de solell destaca el garrigar, però també es poden trobar elements de l'alzinar esclarissat, de la brolla d'estepes i bruc boal, taques d'albada i, fins i tot, clapes de llistonar. Als vessants de solell pot dominar la brolla d'albada, que es pot barrejar amb clapes de garriga, clapes d'estepes, prats d'albellatge, etc.
En general, la vegetació d'aquestes orientacions està constituïda principalment per comunitats arbustives i herbàcies, amb algunes clapes arbòries, principalment de pi pinyer. En aquest context, existeixen nombroses formacions de gran interès, tant per la seva raresa, vulnerabilitat, singularitat i estat de conservació, com els prats d'albellatge -reconeguts d'interès comunitari-, i les brolles, garrigues i màquies, de gran diversitat florística i faunística.
Menció especial mereixen les comunitats de ribera, com anteriorment a Can Maioles encara visible a l'extrem del camp de golf d'extrem interès intrínsec per l'acumulació de valors naturals i funcionals, ja que constitueixen una veritable xarxa de connectors biològics, que permeten el manteniment dels fluxos entre les diverses zones del parc. Entre les principals comunitats cal destacar els alocars que encara romanen al llarg de diverses rieres del vessant costaner, i els magnífics boscos de ribera, amb espècies tan significatives com el vern, l'avellaner i el roure africà, totes elles incloses entre els hàbitats d'interès comunitaris, i darrers reductes d'aquests ecosistemes.
Sens dubte, els alocars representen una de les comunitats més especials de la serra de Marina pel fet que a Catalunya es troben només dues grans taques de distribució de l'alocar (Vinco-Viticetum agni-casti): una a la conca baixa del riu Ebre, i una altra al Nord-est, de la qual les poblacions de la serralada Litoral significarien el límit meridional. En aquesta comunitat, pròpia de les rambles mediterrànies, s'hi troba l'aloc (Vitex agnus-castus), el magraner (Punica granatum), l'òlbia (Lavatera olbia), la barretera (Petasites fragans) i la vinca grossa (Vinca major). Actualment, però, molts trams de l'alocar estan força degradats i envaïts pel canyar i la bardissa que hi són dominants. Tot i això, es mantenen alguns trams ben conservats, on l'alocar forma franges força amples a banda i banda dels torrents i on es troben alocs de dimensions remarcables. Així, cal esmentar la riera de Canyet (amb uns 200 m. d'alocar, amb alocs que presenten soques d'uns 30 cm de diàmetre), i el torrent de Pomar. A Sant Jeroni de la Murtra es localitza l'alocar millor conservat, amb una longitud d'uns 300 m. entre la bassa de Sant Jeroni i l'autopista B-20.
Pel que fa a les plantes amb flor, el catàleg és molt més complet. És remarcable la presència d'espècies de caràcter eurosiberià, com el vern (Alnus glutinosa), el grèvol (Ilex aquifolium), l'evònim (Euonymus europaeus), o l'auró negre (Acer monspessulanum). Onze espècies presenten el seu límit meridional de distribució en aquesta zona, i tres d'elles (Ampelodesmos mauritanica, Anthyllis cytisoides i Solanum rostratum) el septentrional. Així mateix, s'hi localitzen dos endemismes catalans: abellera catalana (Ophrys catalaunica) i Salvia valentina.

### Accés per carretera
La carretera d'accés a Vallromanes és la BP-5002 que uneix els municipis de Granollers i del Masnou; Vallromanes es troba just al mig d'ambdues poblacions. Des de la carretera BP-5002, el municipi més proper i que limita amb Vallromanes és, en sentit nord-oest, Vilanova del Vallès i, en sentit sud, el municipi d'Alella, el qual també limita amb Vallromanes.

### Demografia
| 1920 | 1930 | 1940 | 1950 | 1960 | 1970 | 1981 | 1990 | 1992 | 1994 |
| ---- | ---- | ---- | ---- | ---- | ---- | ---- | ---- | ---- | ---- |
| -    | -    | 402  | 379  | 341  | 414  | 383  | 583  | 698  | 698  |

| 1996  | 1998  | 2000  | 2002  | 2004  | 2006  | 2008  | 2010  | 2012  | 2014  |
| ----- | ----- | ----- | ----- | ----- | ----- | ----- | ----- | ----- | ----- |
| 1.079 | 1.127 | 1.374 | 1.595 | 1.807 | 2.094 | 2.206 | 2.367 | 2.480 | 2.519 |

| 2016  | 2018  | 2020  | 2022  | 2024  | 2026 | 2028 | 2030 | 2032 | 2034 |
| ----- | ----- | ----- | ----- | ----- | ---- | ---- | ---- | ---- | ---- |
| 2.525 | 2.530 | 2.558 | 2.632 | 2.742 | -    | -    | -    | -    | -    |

El primer cens, després de la desagregació de Montornès del Vallès, va ser el 1936 amb 419 habitants.

## Història
La referència més antiga de Vallromanes es remunta a l'any 970, que s'esmenta la casa de Sant Vicenç a Valle de Romanas. L'església de Sant Vicenç, que és documentada el 1183 com a parròquia, pertanyia al terme del Castell de Montornès (Vallromanes)  o de Sant Miquel de Montornès, al qual també pertanyia la de Sant Sadurní de Montornès. El castell, documentat des de 1108, és situat dalt del turó del castell de Sant Miquel, al límit amb el municipi de Montornès del Vallès (la línia divisòria dalt el turó assenyala que les ruïnes del castell són del municipi de Vallromanes, mentre que les de la capella de Sant Miquel corresponen a Montornès). Posseïren el castell els Montornès, que a la segona meitat del segle xiv adquiriren del rei la jurisdicció civil i criminal i el mixt imperi, mentre que el senyor rei es reservava el mer imperi i la directa i alodial senyoria, drets aquests que foren adquirits del rei el 1390 per la ciutat de Barcelona. Fins a la primera meitat del segle xv els consellers barcelonins reberen queixes dels homes del castell de Montornès contra Pere de Montornès, que tenia el castell en feu de la ciutat de Barcelona. Els remences s'hi fortificaren el 1485. El 1505 el sobirà va vendre en feu (amb retenció del domini alodial i directe) a la universitat de Montornès les rendes del castell i de les parròquies de Montornès. Així, Vallromanes, Alella i Montornès, pobles que fins aleshores depenien del castell, passaren a ser de reialenc. El 1632 Vallromanes i Montornès formaven una batllia (al segle xix aquests pobles constituïen un sol municipi, fins que Vallromanes se'n separà a la primeria del segle xx).
El castell de Sant Miquel de Montornès continuà en possessió dels Montornès fins al 1621, que passà als Taverner, que esdevingueren a la fi d'aquest segle comtes de Darnius. El 1718 el comte de Darnius reedificà l'antiga masia de la Torre Tavernera, al peu del castell, que esdevindria en endavant residència dels senyors del castell de Montornès, els quals, a la fi del segle xvii eren els Fiveller, que heretaren també el títol de comtes de Darnius, i al segle xix ho eren els Martorell. A la fi d'aquest segle la propietat del castell i de la Torre Tavernera pervingué als propietaris actuals, els comtes d'Alba de Liste.
Vallromanes formà part del municipi de Montornès fins al 1933, quan es constituí en municipi independent. El primer alcalde de Vallromanes va ser, al 18 d'agost del 1933, Genís Guàrdia i Roca.

## Cultura

### Festa local
El municipi compta amb dues festes locals:
- La festivitat de sant Miquel, el dia 29 de setembre, que és quan s'hi celebra la Festa Major d'estiu.
- La festivitat de sant Vicenç d'Osca, el dia 22 de gener, que és quan s'hi celebra la festa major d'hivern.

### Llocs d'interès

#### Carrer Vista Alegre
És el carrer més antic del municipi, on encara podem trobar algunes de les primeres cases de poble que formaven amb la plaça de l'Església el nucli urbà antic de Vallromanes, entre les quals destaca El Celler de l'Avi. En aquest carrer hi havia l'escola de la població. La rambla de Vallromanes separa el carrer Vista Alegre de la plaça de l'Església.

#### Casal de Vallromanes
Inaugurat al gener de l'any 2007, en els mateixos terrenys on hi havia l'antic casal, a la Rambla de Vallromanes, el qual va haver d'ésser enderrocat per presentar una estructura tan malmesa que, segons l'equip de govern municipal d'aleshores, feia impossible la seva restauració.

#### Castell de Sant Miquel
El Castell de Montornès (Vallromanes)  és l'antic castell del municipi de Vallromanes, al cim d'un turó, contrafort nord de la Serralada Litoral, que limita aquest terme amb el de Montornès del Vallès. El castell, del qual es conserven algunes restes, és esmentat ja l'any 1108.

#### El Celler de l'Avi
És una casa senyorial del carrer Vista Alegre, pertanyent a la família d'Alba i Mogas, que obre les portes al públic una vegada a l'any per mostrar fotografies, quadres i col·leccions de diversos objectes històrics de la família i que tenen un gran valor cultural i artístic per al municipi.

#### Ermita de Sant Andreu

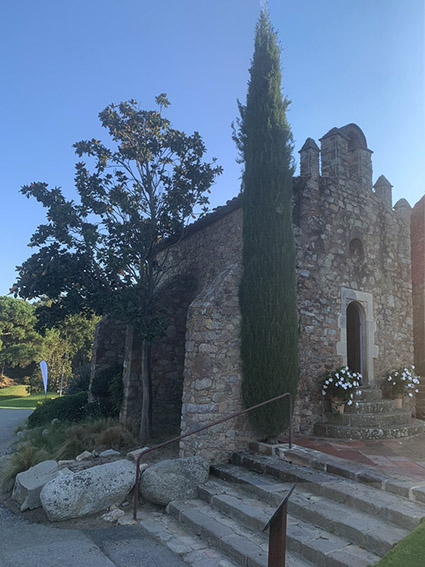
Capella de Sant Andreu, Torre Tavernera
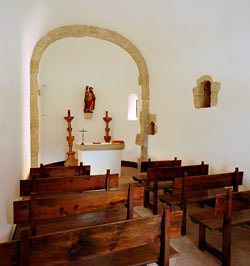
Capella de l'Ermita de Sant Andreu a Torre Tavernera

L'any 1696 hi ha constància que es porten a l'ermita de Sant Andreu relíquies procedents de Roma, dels Sants: Àngel, Felicià i Marcel.
A la Guerra de Successió Espanyola en la qual Catalunya perdré les seves llibertats, els Taverner-Montornès feren costat al pretendent Borbó, i això va comportar la destrucció de la Torre Tavernera i molt possiblement de la capella annexa de Sant Andreu.
L'any 1718 Oleguer d'Ardena Taverner Montornés, comte de Darnius, refarà casa i ermita.
Els edificis patiran encara una nova reforma el segle xx, quan es decideix que acolliran la seu social del Club de Golf de Vallromanes.
L'edifici religiós consta d'una sola nau rectangular, coberta amb volta de canó seguit, coronada al costat de llevant per un absis semicircular cobert amb volta de quart d'esfera. A la façana de migdia s'endevina clarament la porta original, encara que ara és tapiada. L'interior està completament enguixat.
Malgrat l'excessiva restauració, Sant Andreu i l'edifici de Torre Tavernera, mereixen una visita.

#### Església de Sant Vicenç
La referència més antiga que es té sobre l'actual església de Vallromanes es remunta a l'any 970, que és coneguda com a casa de Sant Vicenç. L'església és documentada com a parròquia l'any 1183 i pertanyia al Castell de Sant Miquel de Montornès. El temple necessitava reparació al segle xv, puix que a la primera meitat d'aquest segle així ho consignen les visites pastorals. Als segles xvii i xviii hi ha documentades obres de reforma i d'ampliació del temple. La fàbrica actual es construí el 1908, essent rector Francesc Cardús, amb obra de maçoneria, excepte el portal i les finestres que són de pedra del Figueró, i de línia neogòtica, segons projecte de l'arquitecte Josep M. Pericas. De l'església antiga, romànica, es conserva un absis semicircular, de carreus, i amb una finestra d'esqueixada interior; ben orientat a llevant, és incorporat a l'edifici actual com a capella lateral al costat del campanar, de planta quadrada, el basament del qual podria ser, potser, també romànic. Un dels atractius més significatius de l'Església de Sant Vicenç és el cor elevat de fusta situat a sobre de l'accés a l'interior de l'església, i que va ser reconstruït darrerament, substituint a l'original que es trobava en molt mal estat, gràcies a les gestions i la tenacitat d'un grup de ciutadans i el mossèn davant les autoritats competents. També han estat restaurades algunes de les campanes de la torre del campanar.

#### La Roca Foradada

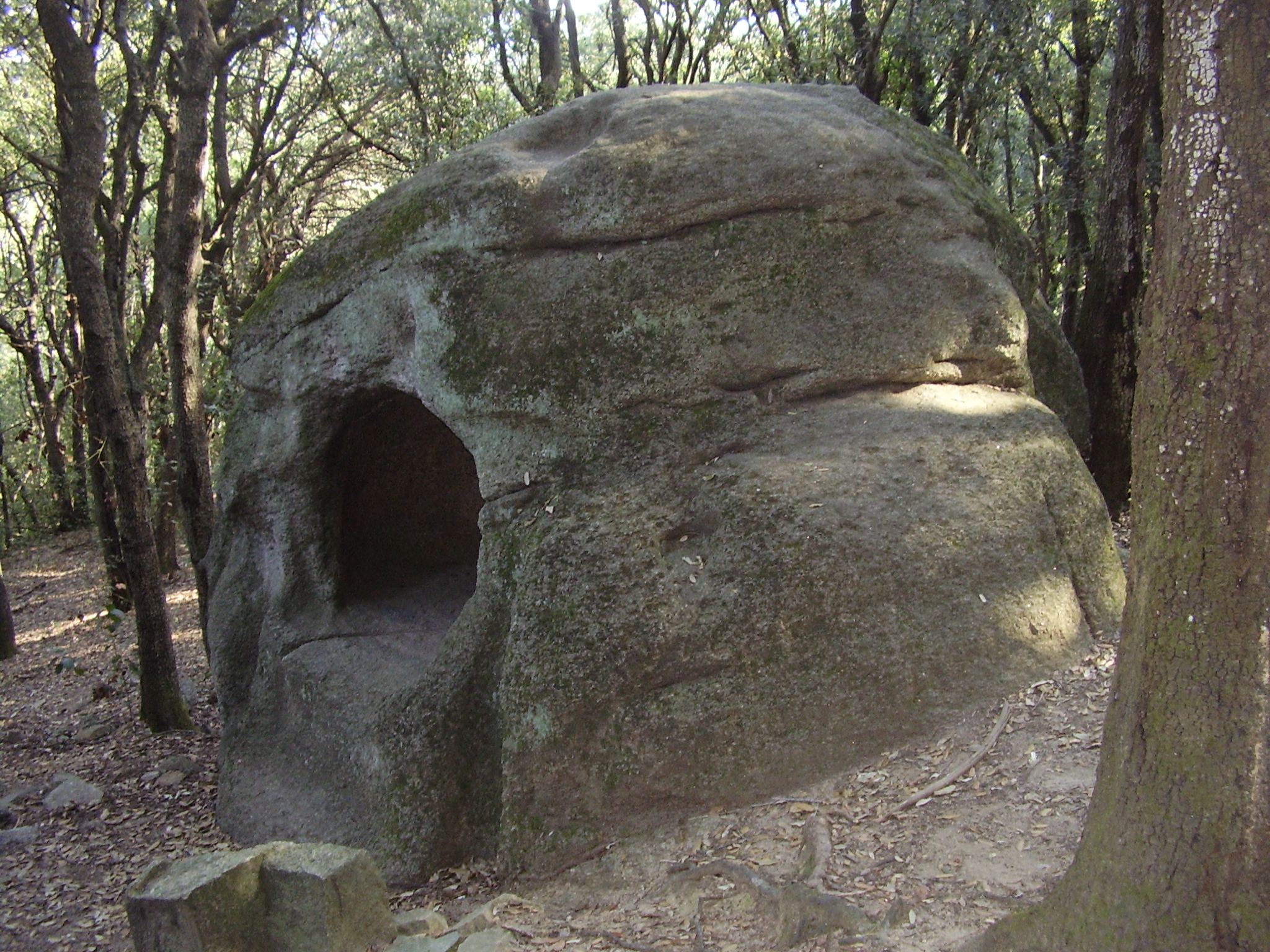
La Roca Foradada

La Roca Foradada és la resta arqueològica més antiga de Vallromanes. Es tracta d'un gran bloc de granit de forma arrodonida però irregular, amb un forat al centre no gaire gran ni profund on es pot encabir una persona asseguda. Podria pertànyer a l'època calcolítica (2700-2200 aC). Es troba emboscada a la falda nord del turó del Tàvec, damunt la masia de Cal Cabrit, a tocar del camí que condueix a Can Maimó. Formaria part d'un complex megalític, ja que al seu voltant hi ha tot un seguit de roques grans i ben curioses. En el clar de bosc proper, anomenat la plana de Cal Cabrit (geològicament és una codina) també hi ha un parell de roques mig enterrades. Parlem, doncs, d'unes restes situades en un lloc de pas, un indret estratègic que hauria estat màgic i sagrat per a l'home prehistòric.
No està gens clara la seva funció o finalitat. Entre les diverses hipòtesis, tenim que podria ser una cova sepulcral artificial, un monument funerari excavat a la roca; o potser una “gàbia o presó neolítica” la qual es tancaria mitjançant algun sistema (podem veure que hi ha un rebaix vertical en forma de canal on devien anar els troncs de la "porta"). També diuen que antigament la feien servir com a forn per a coure-hi pa.
A uns 4 km, a Can Gol (terme de La Roca del Vallès), hi una roca foradada molt semblant. Se'n coneixen vuit a tota Catalunya. Sempre es troben a pocs quilòmetres de la costa, en la zona litoral o prelitoral. No s'ha fet cap estudi arqueològic profund de la zona de Vallromanes. Lluís Galera afirma que “és evident que una raça primitiva havia deixat un seguit de fites en els grups granítics, que tan peculiars són, dalt a les serralades que separen el Maresme del Vallès… Entre Vallromanes i Can Maimó trobem la primera manifestació d'aquesta estranya cultura en un grup granític conegut per la pedra dels Sacrificis”. Es refereix a un antic conjunt situat 13 m. avall de la Roca Foradada que estava format per dos grans blocs, l'un sobre l'altre; el de sobre tenia un cert moviment fins que va caure definitivament a terra quedant del tot capgirat.

#### Poblat ibèric
Són les runes d'un poblat que es troben al peu del Castell de Sant Miquel. S'hi van fer unes excavacions els anys 1963-64 (Estrada, Ripoll, Barberá i Monreal). Segons aquests estudiosos, es tracta d'un poblat molt extens ubicat al sud-est del cim en un ampli replà a 40 m. per sota del Castell. Seria molt semblant al del castell de Burriac. Hauria estat habitat entre el 250 aC i el 100 aC. Hi ha una gran quantitat de blocs de pedra afilerats que serien els habitacles (s'han identificat quatre llars i un forn). En els sondeigs van trobar molts vestigis d'objectes d'ús domèstic i agrícola, fets de pedra, ceràmica, ferro i bronze. Encara avui, a nivell superficial, apareixen nombrosos fragments ceràmics pertanyents a vasos, àmfores i molins de mà. Fa poc van acabar de restaurar una àmfora ibera trobada aquí dalt. En aquest poblat vivien els laietans i, probablement, fou un dels primers assentaments humans de la comarca

#### Torre Tavernera

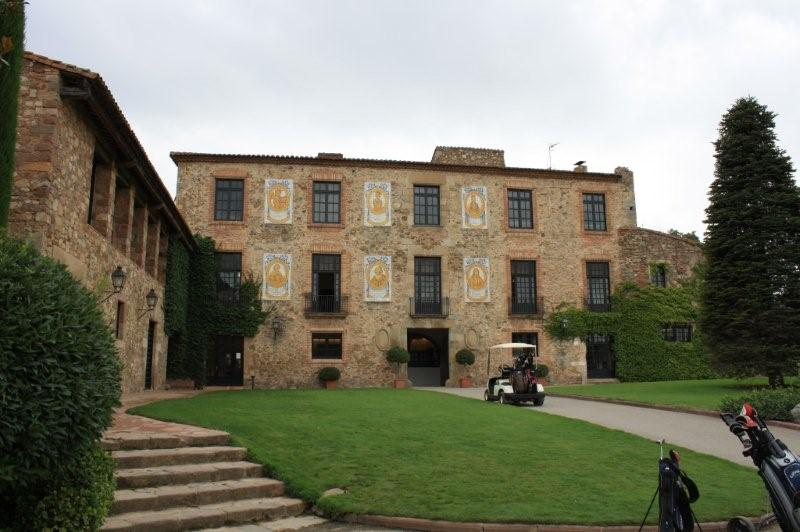
Torre Tavernera

Torre Tavernera és una mansió senyorial, edificada per Oleguer d'Ardena Taverner Montornès, comte de Darnius, sobre l'antic Castell Vell dels Montornès, que va ser destruït durant la Guerra de Successió, que atorgà la corona d'Espanya a Felip V de Borbó. A la façana principal una inscripció gravada en pedra “VETUS HOC CASTRUM SIVE DOMOS ANTIQUA 1,718”, ens permet fixar la data de l'edificació de la casa.
A la façana, com a motiu ornamental, es troben sis retaules de 2,60 per 1,50, fets de ceràmica, a l'estil Lluís XIV de principis del segle xviii. Aquests sis quadres, se suposa per la numeració que porten, devien estar integrats en una col·lecció de vint, que envoltaven la casa donant-li una exquisitat especial. La importància d'aquesta obra d'art, rau en la seva situació cara a l'exterior, i en el fet que per aquelles dates les representacions ceràmiques es limitaven a imatges de sants, no als propietaris del Palau, com en el cas que ens concerneix.
El 1968 les obres de restauració i ampliació de la Casa Palau, van ser dirigides pel cap d'ornament de l'Ajuntament de Barcelona Sr. Ros de Ramis, que va aconseguir un conjunt perfecte i harmoniós, que avui alberga les instal·lacions del Club de Golf.

## Administració
L'Alcalde des del 14 de desembre de 2013 és David Ricart i Miró de MxV ERC gràcies a un pacte de govern amb IVALL
En 2013 després que l'anterior alcaldessa Lourdes Prims IVALL sortís després d'una moció de govern provocada després de l'escàndol per contractar a un detectiu privat per a espiar a la seva sòcia de govern Mari Luz Muñoz CIU, es va pactar un govern d'alternança entre CIU i MxV ERC fins a 2015.
En 2018, després de saber-se que l'edil del PDCAT preparava una moció de censura contra el seu soci de govern i alcalde David Ricart, els regidors del PDCAT van ser destituïts de les seves carteres i MxV va governar en solitari fins a les eleccions de 2019. Les discrepàncies entre MxV ERC i el PDCAT durant el mandat es van centrar en la pertinença o no al Consorci Vallés Visió i a la gestió del referèndum d'1 d'Octubre i posteriors fets de política nacional. El PDCAT local no va participar en la campanya del Referèndum i no va col·laborar en la preparació en el 2017. Posetrioremente es va saber que preparaven una moció de censura amb l'oposició per a si hi havia in habilitació de l'alcalde republicà, assumir l'alcaldia.
Després de les Eleccions municipals de 2015, la composició del consistori era de 5 regidors de MxV-ERC, 2 de CiU, 2 d'IVALL i 2 de GdV.
En les eleccions de 2019 el consistori va quedar repartit així MxV ERC 4 regidors, 2 d'IVALL, 3 de GdV, 1 PDCAT i 1 PSC.